# جيم شابن
جيم شابن (بالإنجليزية: Jim Chapin)‏ هو طبال وموسيقي أمريكي، ولد في 23 يوليو 1919 في نيويورك في الولايات المتحدة، وتوفي في 4 يوليو 2009 في فورت مايرز في الولايات المتحدة بسبب مرض.

## وصلات خارجية
- جيم شابن على موقع ميوزك برينز (الإنجليزية)
- جيم شابن على موقع قاعدة بيانات برودواي على الإنترنت (الإنجليزية)
- جيم شابن على موقع أول ميوزيك (الإنجليزية)
- جيم شابن على موقع ديسكوغز (الإنجليزية)